# 柯里 (阿拉斯加州)
柯里（英語：Curry）是位於美國阿拉斯加州馬塔努斯卡-蘇西特納自治市鎮的一個非建制地區。該地的面積和人口皆未知。

## 地理
柯里的座標為62°36′53″N 150°00′43″W / 62.61472°N 150.01194°W，而該地的平均海拔高度為169米（即554英尺）。